# 鍜治真起

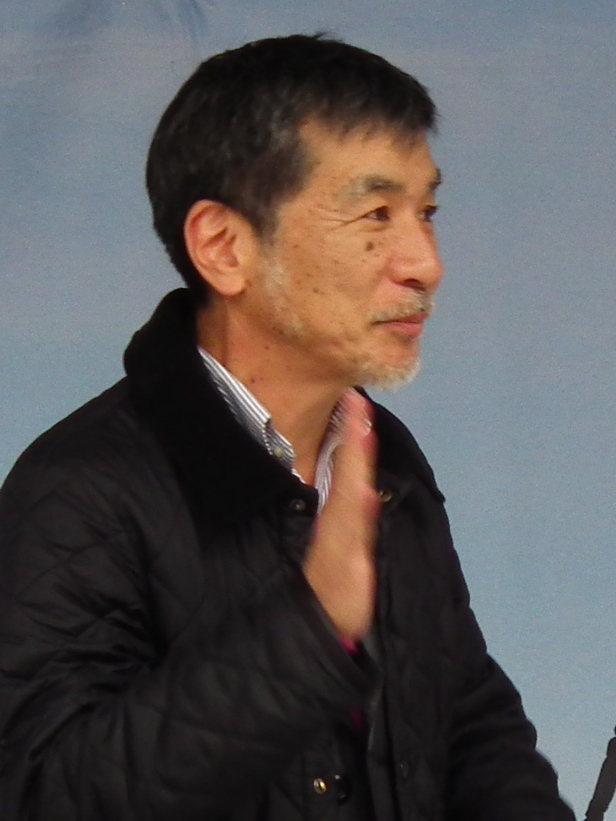
2011年4月撮影

鍜治 真起（かじ まき、1951年10月8日 - 2021年8月10日）は、日本の実業家、雑誌編集者。株式会社ニコリの創設者。

## 経歴
1951年、北海道札幌市生まれ。東京都立石神井高等学校卒業、慶應義塾大学文学部国文学科中退。
1980年、印刷会社に務めながら友人たちと共同で「パズルの雑誌（『パズル通信ニコリ』創刊準備号）」を発行する。1983年に、ニコリを設立する。
1984年、アメリカのパズル誌に載っていた「Number Place」というパズルを名称だけ「数字は独身に限る」と変えて日本で発表したところ、2005年に世界的なヒットとなり、「Godfather of Sudoku（数独の父）」の異名をとった。
『パズル通信ニコリ』創刊後、1980年から1983年、1987年から1991年、1998年から1999年の期間に編集長を務めている。
競馬愛好家であり、「もしや万一」のペンネームで別冊宝島に何度か寄稿している。また、「もしや万一」を始めとした複数のペンネームでニコリ出版物にパズルも発表していた。
2021年7月末をもってニコリの代表取締役社長を退任することが発表されたが、その直後の2021年8月10日、胆管癌で東京都内の自宅で死去した。69歳没。

## 名前について
「まき」という名前は本名で第二次世界大戦時の「マキ」に由来する。しかし、幼少期は女性に間違えられやすいことから「まさき」と名乗っていたこともあり、母親もそう呼んでいた。このため、幼少期からの関係者の中には「まさき」読みが正しいと思っていた人もいる。

## 著作

### 図書
- 『本屋さんに行くと言ってウルグアイの競馬場に行った』波書房、1997年1月。ISBN 4-8164-1243-3。
- 『数独はなぜ世界でヒットしたか』メディアファクトリー、2010年3月。ISBN 978-4-8401-3265-7。

### 記事
- 「「数独パズル」世界を制す」『文藝春秋』第84巻第8号、文藝春秋、2006年6月、326-333頁。
- 「Q あなたが考える「仕事を楽しめる人」とは? 自分の尺度に合った仕事を追求する人」『The21』第23巻(11号) (通号 264)、PHP研究所、2006年11月、33-35頁、ISSN 0910-9811。
- 阿川佐和子、鍜治真起「阿川佐和子のこの人に会いたい（659）いまや数独は世界で83か国、毎日1億人ぐらいが解いています 数独の父 鍜治真起（かじまき）」『週刊文春』第48巻(48号) (通号 2406)、文藝春秋、2006年12月14日、154-158頁。
- 「痛恨の失敗から生まれた「数独」大ヒット」『週刊東洋経済』第6182号、東洋経済新報社、2009年1月17日、74-75頁、ISSN 0918-5755。
- 「ペーパー大陸のオアシスとして――新聞で遊ぶ パズルの魅力」『新聞研究』第703号、日本新聞協会、2010年2月、67-69頁、ISSN 0288-0652。

## 関連書籍
- 『すばらしい失敗』（ニコリ編）2022年10月 ISBN 978-4-89072-379-9 - 副題は『「数独の父」鍜治真起の仕事と遊び』。タイトルは鍜治がニューヨークタイムズの経済面に取り上げられた時の見出しに由来する。